# Glauber Rocha
Glauber Pedro de Andrade Rocha [roša] (14. března 1938 Vitória da Conquista, Brazílie – 22. srpna 1981 Rio de Janeiro, Brazílie) byl brazilský filmový režisér, dokumentarista, herec a spisovatel, představitel hnutí (anglicky) Cinema Novo.
Jeho filmy zřetelně odrážejí levicové přesvědčení, které ho přivedlo také k několikaletému exilu na počátku 70. let, kdy v Brazílii panoval nedemokratický režim.
Zemřel v pouhých 43 letech na plicní infekci. Byl třikrát ženatý a měl pět dětí.

## Filmografie
(pouze režie celovečerních snímků)
- 1961 – Barravento
- 1964 – Bůh a ďábel v zemi slunce (Deus e o diabo na terra do sol; též Černý bůh a bílý ďábel)
- 1967 – Země v transu (Terra em transe)
- 1969 – Antonio das Mortes (O Dragão da Maldade contra o Santo Guerreiro) – cena za nejlepší režii na filmovém festivalu v Cannes ex aequo s filmem Vojtěcha Jasného Všichni dobří rodáci
- 1970 – Díaz a pastýř (Cabeças cortadas)
- 1971 – Lev má sedm hlav (Der leone has sept cabeças)
- 1972 – Rakovina (Câncer)
- 1974 – Dějiny Brazílie (História do Brasil)
- 1975 – Jasno (Claro)
- 1980 – Věk země (A idade da terra)